# Sebokeng
Sebokeng ist ein Township im Distrikt Sedibeng der südafrikanischen Provinz Gauteng. Im Jahre 2011 betrug die Einwohnerzahl 218.515.

## Geographie
Sebokeng liegt etwa 40 Kilometer südwestlich von Johannesburg und befindet sich zwischen Evaton im Norden und dem aus den Städten Vereeniging, Vanderbijlpark und Sasolburg gebildeten Industriegebiet, dem „Vaal-Dreieck“ (Vaal Triangle) im Südosten. Meyerton im Osten ist rund 15 Kilometer entfernt. Die Nationalstraße N1 tangiert den Ort im Westen. Der Fluss Vaal fließt ca. 15 Kilometer entfernt im Süden.

## Geschichte
Sebokeng, das in der Sesothosprache „Versammlungsplatz“ bedeutet, wurde im Jahre 1965 von der damaligen Apartheidregierung als Township gegründet, um Schwarzafrikaner, die im nahen Industriegebiet des „Vaal-Dreiecks“ beschäftigt waren, unterzubringen. Dazu wurden viele einfache Häuser errichtet. 1984 kam es zu gewaltsamen Auseinandersetzungen zwischen Sicherheitskräften und den Einwohnern, die wegen hoher Mieten und Betriebskosten demonstrierten, einen Schulboykott organisierten und streikten. Bei diesen Protesten wurden 2300 Demonstranten festgenommen. Die Demonstrationen gingen jedoch weiter und durch das teilweise brutale Vorgehen der Polizei wurden bis Ende September 1985 insgesamt 600 Demonstranten getötet.
Eine detaillierte Schilderung der Verhältnisse zu dieser Zeit in den Townships von Evaton und Sebokeng wurde von dem Priester Patrick Noonan verfasst. Im Januar 1991 verloren 39 Menschen während einer Trauerfeier für einen Kameraden und Mitglied des ANC durch plötzlich auftauchende, bewaffnete Angreifer ihr Leben, als von diesen eine Handgranate in die Trauergemeinde geworfen wurde.
1994 etablierte sich eine stabile Gemeinde in Sebokeng, die in 21 Zonen aufgeteilt wurde. Im Finanzjahr 2004/2005 wurde von der Regierung ein Programm (NDPG Fund) zur Sanierung der Zonen 11, 14 und 17 begonnen.

## Demographische Daten
Die im Jahre 2011 ermittelte Einwohnerzahl von 218.515 Personen in 60.793 Haushalten setzte sich wie folgt zusammen: 99,12 % Schwarze, 0,42 % Coloured, 0,12 % Weiße und 0,07 % Inder oder andere Asiaten. Hauptsprache zu diesem Zeitpunkt war Sesotho mit 64,63 %, gefolgt von isiZulu mit 14,72 %, isiXhosa mit 10,35 %, Setswana mit 2,15 %, Sepedi mit 1,46 %, Afrikaans mit 1,46 %, Englisch mit 1,44 % sowie weiteren Sprachen mit 2,88 %.

## Persönlichkeiten
- Thando Hopa (* 1989), Model, Aktivistin und Juristin
- Abel Selaocoe, Cellist, Sänger, Komponist